# Sint-Franciscuskerk (Wolvega)
De Sint-Franciscuskerk in het Friese Wolvega is een katholiek kerkgebouw uit 1939. De huidige kerk, ontworpen door Pierre Cuypers jr., is de derde katholieke kerk in Wolvega. In 1861 werd een Waterstaatkerk gebouwd welke in 1914 werd vervangen door een nieuwe kerk ontworpen door Wolter te Riele. Deze bleek al spoedig te klein voor de parochie. Uitbreiding van de kerk werd overwogen, maar uiteindelijk werd gekozen voor nieuwbouw waarbij de toren bewaard bleef.
Sinds 2014 vormen de gemeenschappen van Wolvega, Heerenveen, Steggerda en Frederiksoord de HH. Petrus en Paulus parochie.

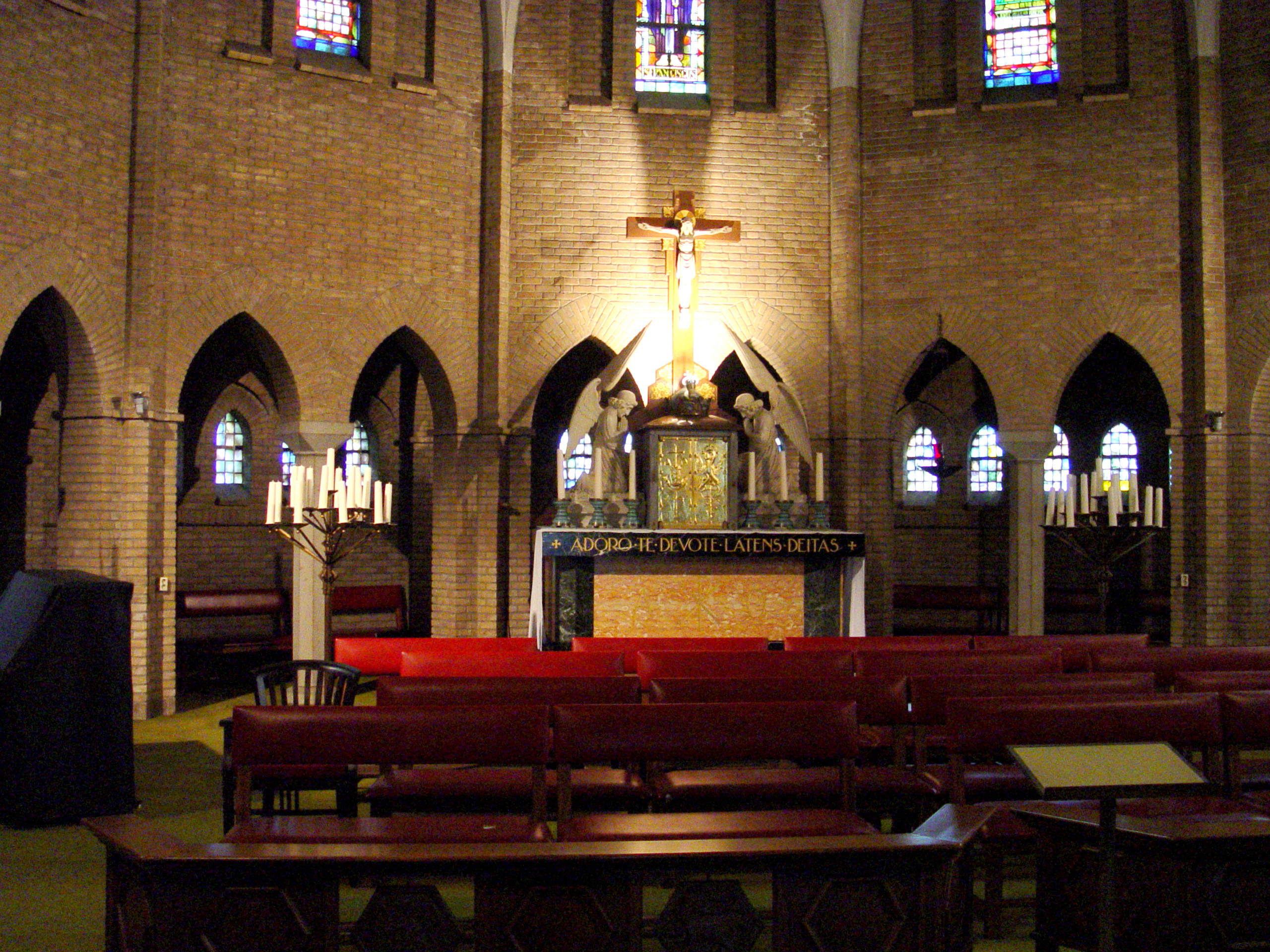
Interieur in 2010
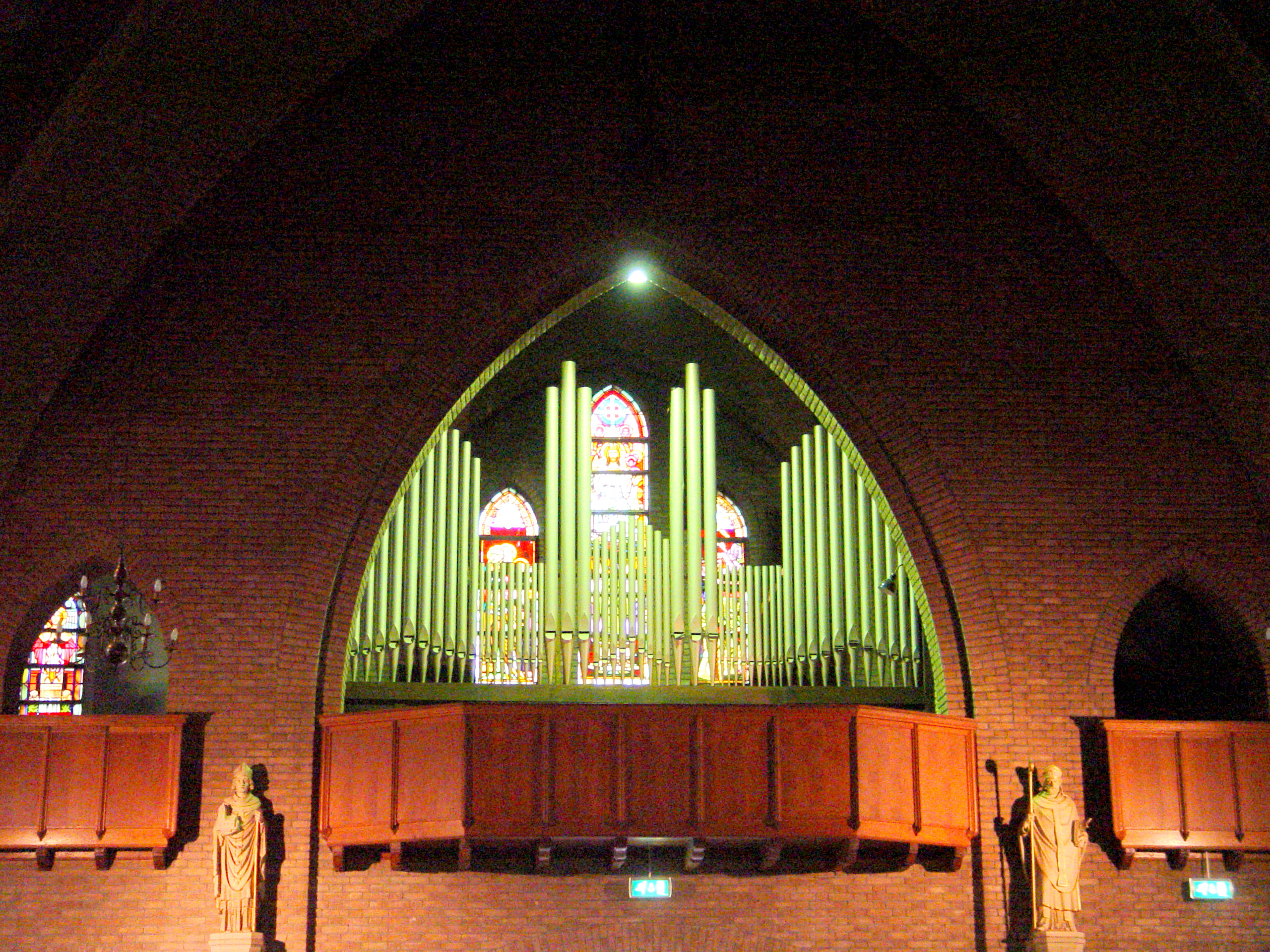
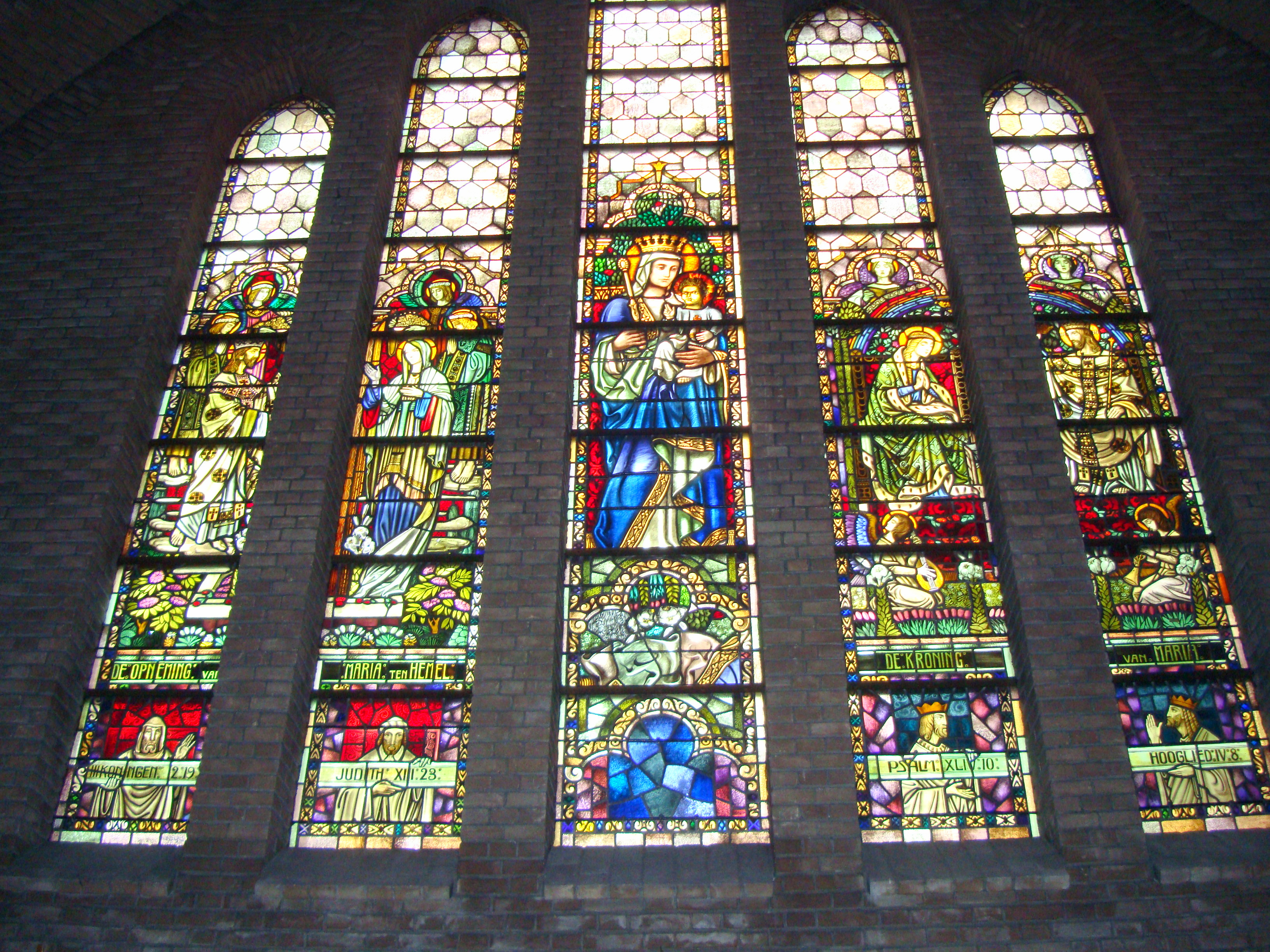

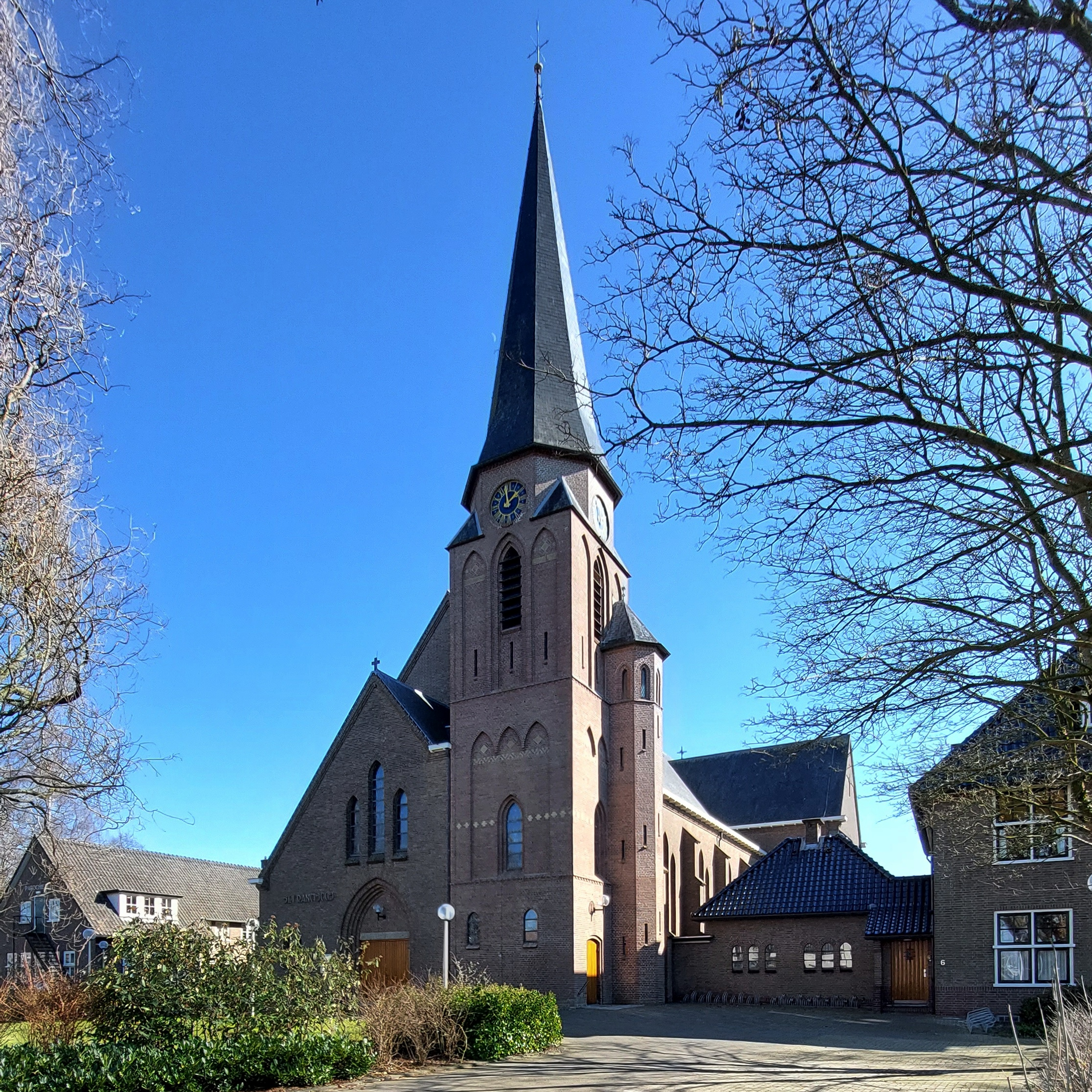
Voorzijde kerk in 2022
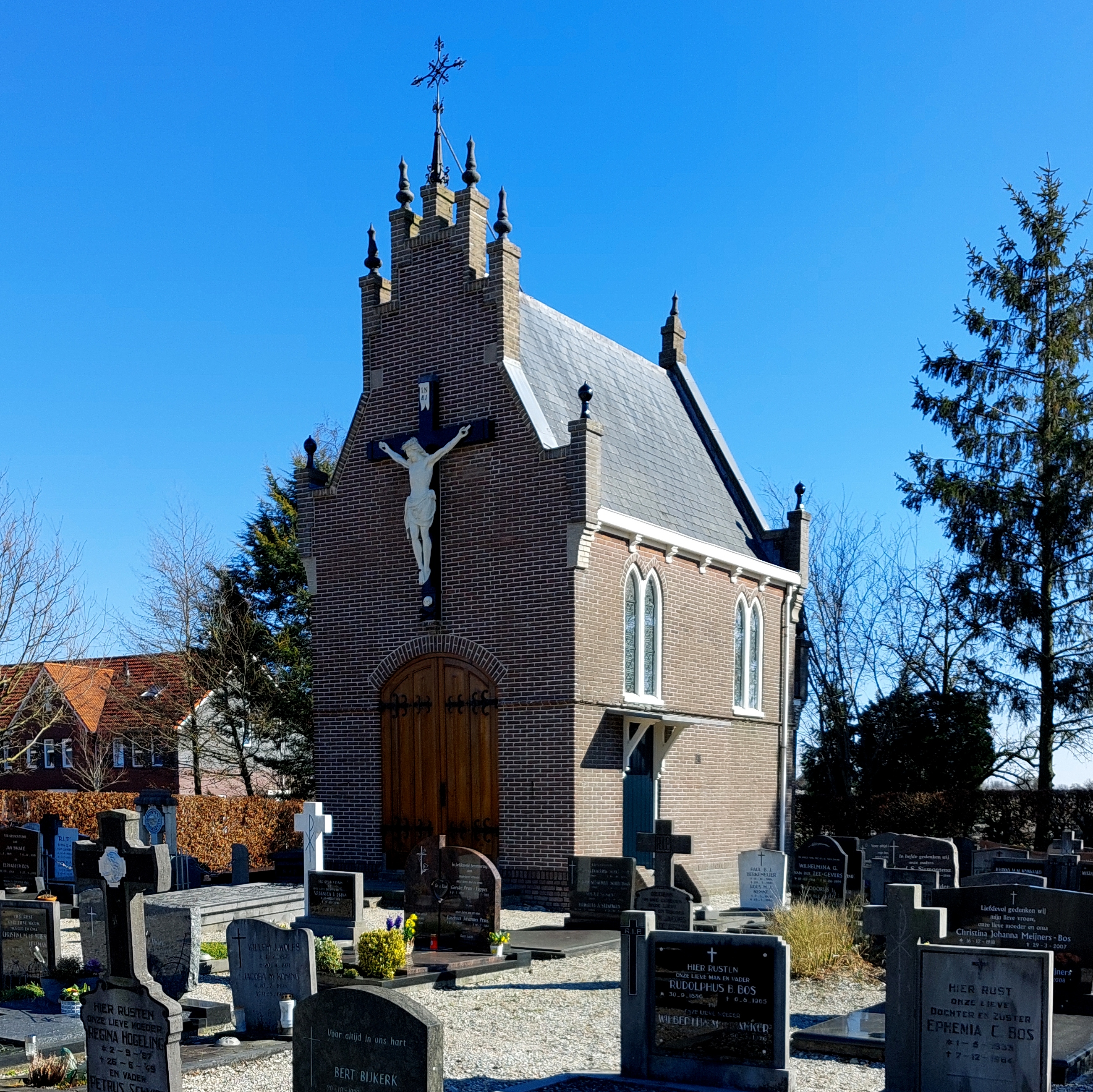
Kapel op begraafplaats